# Lijst van wereldkampioenen wegrit amateurs mannen
De wegrit voor mannen bij de amateurs stond van 1921 tot en met 1995 op het programma van de wereldkampioenschappen wielrennen.

## Geschiedenis
Het eerste WK wielrennen werd in 1921 gehouden in de Deense hoofdstad Kopenhagen. De wegrit voor amateurs was het enige onderdeel van dit WK. De Zweed Gunnar Sköld werd de eerste wereldkampioen wielrennen.
In 1927 werd een aparte wedstrijd ingericht voor de profs. De wegwedstrijd voor amateurs bleef evenwel op het programma staan. In 1995 werd de wegrit voor amateurs voor de laatste keer verreden. De Nederlander Danny Nelissen werd de laatste wereldkampioen bij de amateurs.

## Erelijst
| Jaar                                                | Plaats                                      | Goud                                        | Zilver                                      | Brons                                       |
| 1995                                                | Duitama                                     | Danny Nelissen                              | Daniele Sgnaolin                            | Víctor Becerra                              |
| 1994                                                | Agrigento                                   | Alex Pedersen                               | Milan Dvorščík                              | Christophe Mengin                           |
| 1993                                                | Oslo                                        | Jan Ullrich                                 | Kaspars Ozers                               | Lubor Tesař                                 |
| 1992                                                | Geen kampioenschap (Olympische Zomerspelen) | Geen kampioenschap (Olympische Zomerspelen) | Geen kampioenschap (Olympische Zomerspelen) | Geen kampioenschap (Olympische Zomerspelen) |
| 1991                                                | Stuttgart                                   | Viktor Rjaksinski                           | Davide Rebellin                             | Beat Zberg                                  |
| 1990                                                | Utsunomiya                                  | Mirko Gualdi                                | Roberto Caruso                              | Jean-Philippe Dojwa                         |
| 1989                                                | Chambéry                                    | Joachim Halupczok                           | Eric Pichon                                 | Christophe Manin                            |
| 1988                                                | Geen kampioenschap (Olympische Zomerspelen) | Geen kampioenschap (Olympische Zomerspelen) | Geen kampioenschap (Olympische Zomerspelen) | Geen kampioenschap (Olympische Zomerspelen) |
| 1987                                                | Villach                                     | Richard Vivien                              | Hartmut Bölts                               | Alex Pedersen                               |
| 1986                                                | Colorado Springs                            | Uwe Ampler                                  | John Talen                                  | Arjan Jagt                                  |
| 1985                                                | Giavera del Montello                        | Lech Piasecki                               | Johnny Weltz                                | Frank Van de Vijver                         |
| 1984                                                | Geen kampioenschap (Olympische Zomerspelen) | Geen kampioenschap (Olympische Zomerspelen) | Geen kampioenschap (Olympische Zomerspelen) | Geen kampioenschap (Olympische Zomerspelen) |
| 1983                                                | Altenrhein                                  | Uwe Raab                                    | Niki Rüttimann                              | Andrzej Serediuk                            |
| 1982                                                | Goodwood                                    | Bernd Drogan                                | Francis Vermaelen                           | Jürg Bruggmann                              |
| 1981                                                | Praag                                       | Andrej Vedernikov                           | Rudy Rogiers                                | Gilbert Glaus                               |
| 1980                                                | Geen kampioenschap (Olympische Zomerspelen) | Geen kampioenschap (Olympische Zomerspelen) | Geen kampioenschap (Olympische Zomerspelen) | Geen kampioenschap (Olympische Zomerspelen) |
| 1979                                                | Valkenburg                                  | Gianni Giacomini                            | Jan Jankiewicz                              | Bernd Drogan                                |
| 1978                                                | Nürburg                                     | Gilbert Glaus                               | Krzysztof Sujka                             | Stefan Mutter                               |
| 1977                                                | San Cristóbal                               | Claudio Corti                               | Sergej Morozov                              | Salvatore Maccali                           |
| 1976                                                | Geen kampioenschap (Olympische Zomerspelen) | Geen kampioenschap (Olympische Zomerspelen) | Geen kampioenschap (Olympische Zomerspelen) | Geen kampioenschap (Olympische Zomerspelen) |
| 1975                                                | Yvoir                                       | André Gevers                                | Sven-Åke Nilsson                            | Roberto Ceruti                              |
| 1974                                                | Montreal                                    | Janusz Kowalski                             | Ryszard Szurkowski                          | Michel Kuhn                                 |
| 1973                                                | Barcelona                                   | Ryszard Szurkowski                          | Stanisław Szozda                            | Bernard Bourreau                            |
| 1972                                                | Geen kampioenschap (Olympische Zomerspelen) | Geen kampioenschap (Olympische Zomerspelen) | Geen kampioenschap (Olympische Zomerspelen) | Geen kampioenschap (Olympische Zomerspelen) |
| 1971                                                | Mendrisio                                   | Régis Ovion                                 | Freddy Maertens                             | José Luis Viejo                             |
| 1970                                                | Leicester                                   | Jørgen Schmidt                              | Ludo Van Der Linden                         | Tony Gakens                                 |
| 1969                                                | Zolder                                      | Leif Mortensen                              | Jean-Pierre Monseré                         | Gustaaf Van Roosbroeck                      |
| 1968                                                | Imola                                       | Vittorio Marcelli                           | Luis-Carlos Florès                          | Erik Pettersson                             |
| 1967                                                | Heerlen                                     | Graham Webb                                 | Claude Guyot                                | René Pijnen                                 |
| 1966                                                | Nürburg                                     | Evert Dolman                                | Leslie West                                 | Willy Skibby                                |
| 1965                                                | San Sebastian                               | Jacques Botherel                            | José Manuel Lasa                            | Battista Monti                              |
| 1964                                                | Sallanches                                  | Eddy Merckx                                 | Willy Planckaert                            | Gösta Pettersson                            |
| 1963                                                | Ronse                                       | Flaviano Vicentini                          | Francis Bazire                              | Winfried Bölke                              |
| 1962                                                | Salò                                        | Renato Boncioni                             | Ole Ritter                                  | Arie den Hartog                             |
| 1961                                                | Bern                                        | Jean Jourden                                | Henri Belena                                | Jacques Gestraud                            |
| 1960                                                | Karl-Marx-Stadt                             | Bernhard Eckstein                           | Gustav-Adolf Schur                          | Willy Vanden Berghen                        |
| 1959                                                | Zandvoort                                   | Gustav-Adolf Schur                          | Bas Maliepaard                              | Constant Goossens                           |
| 1958                                                | Reims                                       | Gustav-Adolf Schur                          | Valère Paulissen                            | Henri De Wolf                               |
| 1957                                                | Waregem                                     | Louis Proost                                | Arnaldo Pambianco                           | Schalk Verhoef                              |
| 1956                                                | Kopenhagen                                  | Frans Mahn                                  | Norbert Verougstraete                       | Jan Buis                                    |
| 1955                                                | Frascati                                    | Sante Ranucci                               | Lino Grassi                                 | Dino Bruni                                  |
| 1954                                                | Solingen                                    | Emiel Van Cauter                            | Hans Andresen                               | Martin van der Borgh                        |
| 1953                                                | Lugano                                      | Ricardo Filippi                             | Gastone Nencini                             | Rik Van Looy                                |
| 1952                                                | Luxemburg                                   | Luciano Ciancola                            | André Noyelle                               | Roger Ludwig                                |
| 1951                                                | Varese                                      | Gianni Ghidini                              | Rino Benedetti                              | Jan Plantaz                                 |
| 1950                                                | Moorslede                                   | Jack Hoobin                                 | Robert Varnajo                              | Alfio Ferrari                               |
| 1949                                                | Kopenhagen                                  | Henk Faanhof                                | Henri Kaas                                  | Hub Vinken                                  |
| 1948                                                | Valkenburg                                  | Harry Snell                                 | Lievin Lerno                                | Olle Wanlund                                |
| 1947                                                | Reims                                       | Alfio Ferrari                               | Silvio Pedroni                              | Gerard van Beek                             |
| 1946                                                | Zürich                                      | Henry Aubry                                 | Ernest Stettler                             | Henri Van Kerkhove                          |
| 1939-1945: geen kampioenschap (Tweede Wereldoorlog) |                                             |                                             |                                             |                                             |
| 1938                                                | Valkenburg                                  | Hans Knecht                                 | Josef Wagner                                | Joop Demmenie                               |
| 1937                                                | Kopenhagen                                  | Adolfo Leoni                                | Frode Sørensen                              | Fritz Scheller                              |
| 1936                                                | Bern                                        | Edgar Buchwalder                            | Gottlieb Weber                              | Pierino Favalli                             |
| 1935                                                | Floreffe                                    | Ivo Mancini                                 | Robert Charpentier                          | Werner Grundhal                             |
| 1934                                                | Leipzig                                     | Kees Pellenaars                             | André Deforge                               | Paul André                                  |
| 1933                                                | Montlhéry                                   | Paul Egli                                   | Kurt Stettler                               | Joseph Lowagie                              |
| 1932                                                | Rome                                        | Giuseppe Martano                            | Paul Egli                                   | Paul Chocque                                |
| 1931                                                | Kopenhagen                                  | Henry Hansen                                | Giuseppe Olmo                               | Leo Nielsen                                 |
| 1930                                                | Luik                                        | Giuseppe Martano                            | Eugenio Gestri                              | Rudolf Risch                                |
| 1929                                                | Zürich                                      | Pierino Bertolazzo                          | Remo Bertoni                                | René Brossy                                 |
| 1928                                                | Boedapest                                   | Allegro Grandi                              | Michele Bara                                | Jean Aerts                                  |
| 1927                                                | Nürburg                                     | Jean Aerts                                  | Rudolf Wolke                                | Michele Orecchia                            |
| 1926                                                | Milaan                                      | Octave Dayen                                | Jules Merviel                               | Pierre Polano                               |
| 1925                                                | Apeldoorn                                   | Henri Hoevenaers                            | Marc Bocher                                 | Georges van den Berghe                      |
| 1924                                                | Parijs                                      | André Leducq                                | Otto Lehner                                 | Armand Blanchonnet                          |
| 1923                                                | Zürich                                      | Liberio Ferrario                            | Othmar Eichenberger                         | Georges Antenen                             |
| 1922                                                | Liverpool                                   | Dave March                                  | William Burkill                             | Charles Davey                               |
| 1921                                                | Kopenhagen                                  | Gunnar Sköld                                | Willum Nielsen                              | Charles Davey                               |

## Medaillespiegel
| Plaats | Land             | Goud | Zilver | Brons | Totaal |
| 1      | Italië           | 18   | 12     | 8     | 38     |
| 2      | Frankrijk        | 7    | 9      | 8     | 24     |
| 3      | Nederland        | 6    | 2      | 11    | 19     |
| 4      | Oost-Duitsland   | 6    | 1      | 1     | 8      |
| 5      | België           | 5    | 10     | 11    | 26     |
| 6      | Zwitserland      | 4    | 8      | 6     | 18     |
| 7      | Denemarken       | 4    | 5      | 4     | 13     |
| 8      | Polen            | 4    | 4      | 1     | 9      |
| 9      | Groot-Brittannië | 2    | 2      | 2     | 6      |
| 10     | Zweden           | 2    | 1      | 3     | 6      |
| 11     | Sovjet-Unie      | 2    | 1      | 0     | 3      |
| 12     | Duitsland        | 1    | 2      | 3     | 6      |
| 13     | Australië        | 1    | 0      | 0     | 1      |
| 14     | Luxemburg        | 0    | 1      | 1     | 2      |
| 14     | Spanje           | 0    | 1      | 1     | 2      |
| 16     | Brazilië         | 0    | 1      | 0     | 1      |
| 16     | Letland          | 0    | 1      | 0     | 1      |
| 16     | Slowakije        | 0    | 1      | 0     | 1      |
| 19     | Colombia         | 0    | 0      | 1     | 1      |
| 19     | Tsjechië         | 0    | 0      | 1     | 1      |
| Totaal | Totaal           | 62   | 62     | 62    | 186    |

1921 · 
1922 · 
1923 · 
1924 · 
1925 · 
1926 · 
1927 · 
1928 · 
1929 · 
1930 · 
1931 · 
1932 · 
1933 · 
1934 · 
1935 · 
1936 · 
1937 · 
1938 · 
1946 · 
1947 · 
1948 · 
1949 · 
1950 · 
1951 · 
1952 · 
1953 · 
1954 · 
1955 · 
1956 · 
1957 · 
1958 · 
1959 · 
1960 · 
1961 · 
1962 · 
1963 · 
1964 · 
1965 · 
1966 · 
1967 · 
1968 · 
1969 · 
1970 · 
1971 · 
1972 · 
1973 · 
1974 · 
1975 · 
1976 · 
1977 · 
1978 · 
1979 · 
1980 · 
1981 · 
1982 · 
1983 · 
1984 · 
1985 · 
1986 · 
1987 · 
1988 · 
1989 · 
1990 · 
1991 · 
1992 · 
1993 · 
1994 · 
1995 · 
1996 · 
1997 · 
1998 · 
1999 · 
2000 · 
2001 · 
2002 · 
2003 · 
2004 · 
2005 · 
2006 · 
2007 · 
2008 · 
2009 ·
2010 · 
2011 · 
2012 · 
2013 · 
2014 · 
2015 · 
2016 · 
2017 · 
2018 · 
2019 · 
2020 ·
2021 ·
2022 ·
2023 ·
2024 ·
2025 ·
2026